# Libië op de Olympische Zomerspelen 2004
Libië nam deel aan de Olympische Zomerspelen 2004 in Athene, Griekenland. Net als tijdens alle eerdere edities werd geen medaille gewonnen.

## Deelnemers en resultaten

### Atletiek
| Olympiër             | Discipline   | Resultaat | Prestatie                    |
| -------------------- | ------------ | --------- | ---------------------------- |
| Ali Mabrouk El Zaidi | marathon (m) | 39e       | 2:20.31                      |
|                      |              |           |                              |
| Ruwida El Hubti      | 400m (v)     | 42e       | serie 1: 7de in 1.03,57 (NR) |

### Gewichtheffen
| Olympiër         | Discipline | Resultaat | Prestatie                                                    |
| ---------------- | ---------- | --------- | ------------------------------------------------------------ |
| Mohamed Eshtiwi  | -77kg (m)  | 7e        | trekken: 11de met 155kg stoten: 16de met 180kg totaal: 335kg |
| Hamza Abu-Ghalia | -85kg (m)  | DNF       | trekken: 15de met 147,5kg stoten: geen geldige poging        |

### Judo
| Olympiër          | Discipline | Resultaat | Prestatie                                                                 |
| ----------------- | ---------- | --------- | ------------------------------------------------------------------------- |
| Mohamed Ben Saleh | -81kg (m)  | 13e       | 1ste ronde: V van POL Krawczyk: ippon herkansingen: V van USA Hawn: ippon |

### Taekwondo
| Olympiër     | Discipline | Resultaat | Prestatie                                                                                         |
| ------------ | ---------- | --------- | ------------------------------------------------------------------------------------------------- |
| Ezedin Tlish | -58kg (m)  | 7e        | voorronde: V van TPE Chu: scheidsrechterlijke beslissing herkansingen: V van ESP Ramos: walk-over |

### Zwemmen
| Olympiër        | Discipline         | Resultaat | Prestatie             |
| --------------- | ------------------ | --------- | --------------------- |
| Khaled Ghezzawi | 50m vrije slag (m) | 71e       | serie 3: 6de in 27,55 |
|                 |                    |           |                       |
| Amira Edrahi    | 50m vrije slag (v) | 72e       | serie 1: 3de in 34,67 |

Afghanistan · Albanië · Algerije · Amerikaanse Maagdeneilanden · Amerikaans-Samoa · Andorra · Angola · Antigua en Barbuda · Argentinië · Armenië · Aruba · Australië · Azerbeidzjan · Bahama's · Bahrein · Bangladesh · Barbados · België · Belize · Benin · Bermuda · Bhutan · Bolivia · Bosnië en Herzegovina · Botswana · Brazilië · Britse Maagdeneilanden · Brunei · Bulgarije · Burkina Faso · Burundi · Cambodja · Canada · Centraal-Afrikaanse Republiek · Chili · China · Chinees Taipei · Colombia · Comoren · Congo-Brazzaville · Congo-Kinshasa · Cookeilanden · Costa Rica · Cuba · Cyprus · Denemarken · Djibouti · Dominica · Dominicaanse Republiek · Duitsland · Ecuador · Egypte · El Salvador · Equatoriaal-Guinea · Eritrea · Estland · Ethiopië · Fiji · Filipijnen · Finland · Frankrijk · Gabon · Gambia · Georgië · Ghana · Grenada · Griekenland · Groot-Brittannië · Guam · Guatemala · Guinee · Guinee‑Bissau · Guyana · Haïti · Honduras · Hongarije · Hongkong · Ierland · IJsland · India · Indonesië · Irak · Iran · Israël · Italië · Ivoorkust · Jamaica · Japan · Jemen · Jordanië · Kaaimaneilanden · Kaapverdië · Kameroen · Kazachstan · Kenia · Kirgizië · Kiribati · Koeweit · Kroatië · Laos · Lesotho · Letland · Libanon · Liberia · Libië · Liechtenstein · Litouwen · Luxemburg · Macedonië · Madagaskar · Malawi · Malediven · Maleisië · Mali · Malta · Marokko · Mauritanië · Mauritius · Mexico · Micronesië · Moldavië · Monaco · Mongolië · Mozambique · Myanmar · Namibië · Nauru · Nederland · Nederlandse Antillen · Nepal · Nicaragua · Nieuw-Zeeland · Niger · Nigeria · Noord-Korea · Noorwegen · Oeganda · Oekraïne · Oezbekistan · Oman · Oostenrijk · Oost‑Timor · Pakistan · Palau · Palestina · Panama · Papoea-Nieuw-Guinea · Paraguay · Peru · Polen · Portugal · Puerto Rico · Qatar · Roemenië · Rusland · Rwanda · Saint Kitts en Nevis · Saint Lucia · Saint Vincent en Grenadines · Salomonseilanden · Samoa · San Marino · Sao Tomé en Principe · Saoedi-Arabië · Senegal · Servië en Montenegro · Seychellen · Sierra Leone · Singapore · Slovenië · Slowakije · Soedan · Somalië · Spanje · Sri Lanka · Suriname · Swaziland · Syrië · Tadzjikistan · Tanzania · Thailand · Togo · Tonga · Trinidad en Tobago · Tsjaad · Tsjechië · Tunesië · Turkije · Turkmenistan · Uruguay · Vanuatu · Venezuela · Verenigde Arabische Emiraten · Verenigde Staten · Vietnam · Wit-Rusland · Zambia · Zimbabwe · Zuid-Afrika · Zuid-Korea · Zweden · Zwitserland